# Spathulina hessii
Spathulina hessii är en tvåvingeart som först beskrevs av Christian Rudolph Wilhelm Wiedemann 1818.  Spathulina hessii ingår i släktet Spathulina och familjen borrflugor. Inga underarter finns listade i Catalogue of Life.